# Svenska Musikfestivaler
Svenska Musikfestivaler är en svensk förening som bildades 1988 av etablerade klassiska musikfestivaler i Sverige.
Föreningen arbetar med att framhäva festivalens alla tillgångar och att lösa gemensamma problem, kommunicera festivalens särart, verka för erfarenhetsutbyte mellan festivaler och tar upp frågor av gemensamt intresse för medlemsfestivalerna.
Antalet medlemmar har de senaste åren varit ungefär 45 inom olika genrer som kammarmusik, jazz, opera, folkmusik, visa, blåsmusik, elektronmusik, körsång, gospel, orgelmusik, pop och rock och tidig musik.
Svenska Musikfestivaler arbetar bland annat med att marknadsföra samtliga medlemsfestivaler nationellt och internationellt, skapa nätverk till förmån för festivalarbetet och verka kulturpolitiskt i landet och är en remissinstans i dessa frågor.
Svenska Musikfestivaler är medlem i European Festivals Association (EFA) som omfattar över 1000 festivaler, däribland andra nationella organisationer som Norway Festivals och Finland Festivals.
Ordförande för Svenska Musikfestivaler är 2013 musikern och festivalarrangören Peter Eriksson.